# Cupa României 1951
Ediția 1951 a fost a 14-a ediție a Cupei României la fotbal. Numărul echipei înscrise în competiție a ajuns la 431. CCA București a câștigat trofeul pentru a treia oară la rând, reușind și primul event al clubului, după ce își adjudecase titlul de campioană. Finalista, Flacăra Mediaș, a fost surpriza competiției, venind din Divizia B și eliminând în drumul spre ultimul act patru prim-divizionare. A fost prima finală a Cupei României decisă în prelungiri.

## Șaisprezecimi
| Data     | Echipa gazdă                          | Scor         | Echipa oaspete                  |
| -------- | ------------------------------------- | ------------ | ------------------------------- |
| 27.06.51 | Gloria CFR Galați (Div.2)             | 0 - 9        | (Div.1) CCA București           |
| 27.06.51 | Spartac Giurgiu (Div.Inf.)            | 0 - 7        | (Div.1) Locomotiva București    |
| 27.06.51 | Flamura Roșie Pitești (Div.2)         | 0 - 3        | (Div.1) Juventus București      |
| 27.06.51 | CFR Cluj (Div.2)                      | 0 - 3        | (Div.1) Steagul Roșu Or. Stalin |
| 27.06.51 | Crișana Oradea (Div.2)                | 0 - 3        | (Div.2) CSA Cluj                |
| 27.06.51 | Metalul Tohan (Div.Inf.)              | 0 - 2        | (Div.2) Metalul Sibiu           |
| 27.06.51 | Olimpia Satu Mare (Div.2)             | 0 - 2        | (Div.1) CA Oradea               |
| 27.06.51 | Flamura Roșie Sfântu Gheorghe (Div.2) | 2 - 0        | (Div.1) CS Târgu Mureș          |
| 27.06.51 | Flamura Roșie Buhuși (Div.Inf.)       | 1 - 0        | (Div.2) Locomotiva Iași         |
| 27.06.51 | CSA Craiova (Div.2)                   | 1 - 0 (d.p.) | (Div.1) Jiul Petroșani          |
| 27.06.51 | CFR Arad (Div.2)                      | 1 - 4        | (Div.1) UTA Arad                |
| 27.06.51 | Metalul Arad (Div.Inf.)               | 1 - 2        | (Div.1) CFR Timișoara           |
| 27.06.51 | Farul (Div.Inf.)                      | 1 - 2        | (Div.1) Dinamo                  |
| 27.06.51 | Flacăra Mediaș (Div.Inf.)             | 2 - 1        | (Div.1) Știința Cluj            |
| 27.06.51 | CSM Câmpina (Div.Inf.)                | 4 - 3 (d.p.) | (Div.2) Metalul București       |
| 27.06.51 | Metalul Reșița (Div.2)                | 1 - 1        | (Div.1) Poli Timișoara          |

## Optimi
| Data     | Echipa gazdă                  | Scor  | Echipa oaspete          |
| -------- | ----------------------------- | ----- | ----------------------- |
| 01.07.51 | Flamura Roșie Buhuși          | 1 - 8 | CCA București           |
| 01.07.51 | CSM Câmpina                   | 1 - 1 | Locomotiva București    |
| 01.07.51 | Flamura Roșie Sfântu Gheorghe | 0 - 1 | Steagul Roșu Or. Stalin |
| 01.07.51 | CSA Cluj                      | 2 - 1 | CA Oradea               |
| 01.07.51 | Metalul Sibiu                 | 6 - 2 | CSA Craiova             |
| 01.07.51 | Flacăra Mediaș                | 3 - 1 | UTA Arad                |
| 01.07.51 | Poli Timișoara                | 4 - 0 | CFR Timișoara           |
| 01.07.51 | Juventus București            | 3 - 2 | Dinamo                  |

## Sferturi
| Data     | Echipa gazdă            | Scor  | Echipa oaspete     |
| -------- | ----------------------- | ----- | ------------------ |
| 05.09.51 | CCA București           | 2 - 1 | Metalul Sibiu      |
| 05.09.51 | Steagul Roșu Or. Stalin | 2 - 0 | CSA Cluj           |
| 05.09.51 | Locomotiva București    | 0 - 1 | Flacăra Mediaș     |
| 12.09.51 | Poli Timișoara          | 1 - 0 | Juventus București |

## Semifinale
| Data     | Echipa gazdă   | Scor  | Echipa oaspete          |
| -------- | -------------- | ----- | ----------------------- |
| 24.10.51 | Flacăra Mediaș | 2 - 0 | Steagul Roșu Or. Stalin |
| 01.11.51 | CCA București  | 3 - 1 | Poli Timișoara          |

## Finala
| 8 noiembrie 1951 14:30 | CCA București                    | 3 – 1 | Flacăra Mediaș | Stadionul Republicii, București Spectatori: 25.000 Arbitru: Gheorghe Ionescu (Orașul Stalin) |
| 8 noiembrie 1951 14:30 | Drăgan 49', 111' Moldoveanu 112' |       | A. Coman 71'   | Stadionul Republicii, București Spectatori: 25.000 Arbitru: Gheorghe Ionescu (Orașul Stalin) |

| CSCA:            |                   |
|                  |                   |
| P                | Ion Voinescu      |
| F                | Vasile Zavoda     |
| F                | Alexandru Apolzan |
| M                | Ștefan Rodeanu    |
| M                | Ștefan Balint     |
| M                | Tiberiu Bone      |
| A                | Petre Moldoveanu  |
| A                | Nicolae Roman     |
| A                | Nicolae Drăgan    |
| A                | Francisc Zavoda   |
| A                | Petre Bădeanțu    |
| Antrenor:        |                   |
| Gheorghe Popescu |                   |

| FLACĂRA MEDIAȘ: |                   |          |
|                 |                   |          |
| P               | Ioan Varday       |          |
| F               | Mihai Luca        |          |
| F               | L.Szabó           |          |
| M               | Victor Dumitrescu |          |
| M               | Molnar            |          |
| M               | Ion Costea        |          |
| A               | Iuliu Pop         |          |
| A               | Ioan Papay        |          |
| A               | Șarlea            | Schimbat |
| A               | Szasz             |          |
| A               | T.Moldoveanu      |          |
| Înlocuiri:      |                   |          |
| A               | A. Coman          | Intrat   |
| Antrenor:       |                   |          |
| Codruț Niculae  |                   |          |